# Jonathan Spence
Jonathan Dermot Spence (Surrey, 11 de agosto de 1936-West Haven, Connecticut; 25 de diciembre de 2021) fue un historiador, sinólogo y académico británico-estadounidense. Se especializó en la China de dinastía Qing, en las relaciones entre China y Occidente y los intentos frustrados —chinos y occidentales— por cambiar dicho país. Su libro más leído es En busca de la China moderna. Fue profesor honorario de la Universidad de Yale en donde trabajó de 1993 a 2008. El estilo historiográfico de Spence se basó en la biografía en un orden no cronológico para examinar temáticas de historia cultural y política.